# سانسور نقشه
سانسور نقشه به روش پنهان‌سازی نقاط حساس و استراتژیک در نقشه گفته می‌شود که معمولاً برای جلوگیری از نمایش نقاط حساس مانند پادگان، نیروگاه یا فرستنده کاربرد دارد. نمایش بعضی از نقاط مهم در نقشه‌های عمومی مجاز نیست در نتیجه از این روش برای پنهان‌سازی آن‌ها استفاده می‌گردد.

## تاریخچه
در نوعی از سانسور نقشه، ارتفاع نقاط نقشه به صورت اشتباه در نقشه نمایش داده می‌شوند و این باعث می‌گردد که محل سیل قابل تشخیص نباشد به صورتی که در جنگ جهانی اول بسیاری از سربازهای آلمانی در بلٓیک به علت سیل کشته شدند چون محل سیلاب از روی نقشه‌ها قابل پیش‌بینی نبود و کمپ سربازها را سیل ویران کرد.
سانسور نقشه در جمهوری دمکراتیک آلمان بسیار کاربرد داشت به‌خصوص در نواحی اطراف مرز آلمان غربی نقشه سانسور می‌شدند تا تشخیص موقعیت به آسانی مقدور نباشد.
سانسور نقشه در انگلستان در زمان جنگ سرد محل تجهیزات نظامی را نمایش نمی‌داد و همچنین مکان زندان‌ها در نقشه‌های عمومی مشخص نبودند.
امروزه سانسور نقشه هنوز ادامه دارد هرچند در عصر تصاویر ماهواره‌ای تأثیرات این نوع سانسور کم شده‌است.
نقشه مرده به نقشه‌هایی گفته می‌شود که نقاط حساس و مهم را به نقشه‌های سانسور شده می‌افزایند و کشورهایی مانند روسیه، ایالات متحده آمریکا و انگلستان دارای اینگونه نقشه‌ها هستند.

## گوگل ارث
سانسور نقشه در گوگل ارث نیز موجود هست از جمله مکان‌های زیر:
- رئیس‌جمهور پیشین هند سانسورهایی را برای نقاط حساس هند که دارای وضوح تصویری بالایی هستند قائل شد.[۱]
- کره جنوبی کاخ ریاست جمهوری و نقاط حساس را برای جلوگیری از سوءاستفاده کره شمالی سانسور کرد.
- مجری نیروگاه هسته‌ای بلندی‌های لوکاس از گوگل ارث درخواست کرد تا عکس‌های با کیفیت بالا از این مجموعه را به نمایش نگذارد هرچند بعداً از این درخواست انصراف داد.[۲]
- اسرائیل نقشه مناطق اشغال شده توسط اسرائیل و بخش‌هایی از قلمروش را سانسور می‌کند و اجازه انتشار تصویرهای باکیفیت را به گوگل ارث نداده‌است.[۳]
- رصدخانه نیروی دریایی ایالات متحده در نقشه به صورت پیکسل نمایش داده می‌شود.[۴]
- بین تاریخ ژوئیه ۲۰۰۷ تا ژانویه ۲۰۰۹ نقشه واشینگتن به صورت تصویرهایی از سال ۲۰۰۲ نمایش داده شد و منطقه کلمبیا از تصویرهای سال ۲۰۰۵ استفاده کرد.[۵][۶]
- در لبنان حق انتشار نقشه در دست نیروهای مسلح لبنان است و ارائه نقشه فقط برای مصارف آموزشی و تحقیقاتی با ارائه مدارک مورد نیاز مقدور است و علت این محدودیت‌ها برای جلوگیری از حمله‌های خرابکارانه بیان شده‌است.

سانسور در گوگل مپ با رنگ کردن بخش‌هایی به رنگ خاکستری یا استفاده از عکس‌های قدیمی انجام می‌گیرد.

## مثال
- عدم نمایش نقاط حساس نیروی دریایی روسیه را در پیوندهای روبرو مقایسه نمائید  تصویر ماهواره‌ای

## جستارهای وابسه
- سانسور اینترنت

## کتابشناسی
- Neocleous، Mark (۲۰۰۳). «The violence of cartography». Imagining the state. McGraw-Hill International. شابک ۹۷۸-۰-۳۳۵-۲۰۳۵۱-۲.
- Harley، John Brian (۱۹۸۸a). «Silences and Secrecy: The Hidden Agenda of Cartography in Early Modern Europe». Imago Mundi. ۴۰: ۵۷&ndash, ۷۶. جی‌استور ۱۱۵۱۰۱۴.
- Harley، John Brian (۱۹۸۸b). «Maps, Knowledge, and Power».  در Cosgrove، Denis؛ Daniels، Stephens. Iconography of Landscape: Essays on the Symbolic Representation, Design, and Use of Past Environments. Cambridge: Cambridge University Press. شابک ۹۷۸-۰-۵۲۱-۳۸۹۱۵-۰.